# 丁振麟
丁振麟（1911年—1979年），男，浙江省余杭县人，中华人民共和国植物学家。

## 生平
早年考入浙江大学农学院农艺系，毕业后供职于南京中央大学农学院、金陵大学农学院、云南大学农学院等。1945年1月，考取公费赴美国，先后在爱荷华农工学院与康奈尔大学做研究，次年回国任浙江大学农学院农艺系教授兼农场主任。
1952年，任浙江大学农学院教授兼副院长，之后历任浙江农学院副院长、浙江省农业科学院副院长、院长。

## 著作
著有《野生河栽培大豆的遗传研究》、《作物产量形成与高产理论》、《作物栽培学》、《近代玉米育种法》等。